# Orgasmatron
| 전문가 평가      | 전문가 평가 |
| 평가 점수        | 평가 점수   |
| 출처             | 점수        |
| ---------------- | ----------- |
| AllMusic         | [ 2 ]       |
| Robert Christgau | A−          |
| Blabbermouth     | 9/10        |

《Orgasmatron》은 1986년 8월 9일, GWR 레코드로 발매된 영국의 헤비 메탈 밴드 모터헤드의 일곱 번째 스튜디오 음반이다.
이 밴드는 2명의 기타리스트 필 "위조" 캠벨과 마이클 "위첼" 버스턴이 참여한 첫 음반이며, 비록 이전 1984년 컴필레이션 음반인 《No Remorse》에서 녹음된 새로운 트랙에서도 연주했지만 드럼에 피트 길의 모습을 담은 유일한 풀 모터헤드 음반이다. 이 음반은 또한 이 밴드의 첫 음반으로, 보통 3인조 밴드 멤버가 아닌 4인조 밴드 멤버가 피처링했다.

## 배경
브론즈 레코드를 악조건으로 떠난 후, 모터헤드는 1980년대 중반 헤비 메탈 팬들에게 인기를 얻고 있던 스래시 메탈 하위 유전자의 주요 영향력으로 언급되었음에도 불구하고, 레코드 거래의 혜택 없이 계속 투어를 했다. 《Overkill: The Untold Story of Motörhead》에서 조엘 매카이버는 이 시기의 보컬리스트 겸 베이시스트 레미 킬미스터를 인용했다.
"..엘렉트라도 통과. MCA도 통과. CBS도 통과. 에픽도 통과. 크리설리스도 통과. 모두 통과했어요. 젠장, 티셔츠만큼 음반도 많이 팔았으면 좋겠어요. 영국에서는 음반 판매에 관한 한 우리에겐 꽤 끝났어요."

모터헤드와 경영진은 자신들의 오래된 레이블과의 소송이 자신들의 편으로 해결된 후 자신들의 음악을 발매하기 위해 자체 레이블 GWR(Great Western Road)을 설립했다.

## 발매
모터헤드의 이전 음반인 《Another Perfect Day》처럼 《Orgasmatron》은 상업적인 성공에 한계가 있을 뿐이었다. 음반의 일부 소재는 몇 년 동안 밴드의 라이브 세트에 남아 있었고, 〈Doctor Rock〉은 라이브 세트를 한때 오픈했으며, 〈Built For Speed〉는 레미의 선택 약물과 그들이 연주한 음악 스타일을 언급했고, 〈Deaf Forever〉, 〈Nothing Up My Sleeve〉, 〈Mean Machine〉은 몇 년 동안 연주되었다.

## 곡 목록
모든 곡들은 레미 킬미스터, 마이클 버스턴, 필 캠벨 그리고 피트 길에 의해 작사/작곡하였다.
| #  | 제목                     | 재생 시간 |
| -- | ------------------------ | --------- |
| 1. | 〈Deaf Forever〉         | 4:25      |
| 2. | 〈Nothing Up My Sleeve〉 | 3:11      |
| 3. | 〈Ain't My Crime〉       | 3:42      |
| 4. | 〈Claw〉                 | 3:31      |
| 5. | 〈Mean Machine〉         | 2:57      |

| #  | 제목                       | 재생 시간 |
| -- | -------------------------- | --------- |
| 6. | 〈Built for Speed〉        | 4:56      |
| 7. | 〈Ridin' with the Driver〉 | 3:47      |
| 8. | 〈Doctor Rock〉            | 3:37      |
| 9. | 〈Orgasmatron〉            | 5:27      |